# Luo Yunxi
Luo Yunxi, conosciuto anche con il suo nome inglese Leo (罗云熙S; Chengdu, 28 luglio 1988), è un attore, cantante e ballerino cinese. È laureato presso l'Università Shanghai Theater Academy, in balletto. Luo ha guadagnato popolarità con il suo ruolo di controparte giovanile del protagonista maschile He Yichen nel film drammatico d'amore My Sunshine. La sua carriera ha fatto un grande balzo in avanti con la commedia fantasy Ashes of Love, dove il suo ruolo di ambiguo antagonista ha ricevuto recensioni prevalentemente positive.

## Biografia
Luo è nato e cresciuto a Chengdu, nella provincia dello Sichuan, in Cina. Quando Luo aveva tre anni, suo padre, insegnante di danza, scoprì il talento di Luo e iniziò a insegnargli a ballare. Luo ha studiato balletto a livello professionistico per 11 anni. Nel 2005, Luo è stato ammesso sia al Beijing Dance Academy che al Shanghai Theater Academy. Nel 2008, Luo e i suoi compagni di classe del college hanno partecipato al sesto Concorso di ballo del National College del Lotus Award in Cina e ha eseguito il balletto di gruppo "Tchaikovsky Rhapsody". Come parte della competizione, Luo ha anche eseguito un singolo assolo "The Burning Flame". Il balletto di gruppo "Tchaikovsky Rhapsody" ha ricevuto la medaglia d'oro della competizione.
Dopo la laurea a Luo, ha lavorato come istruttore alla Scuola di danza e Conservatorio di Macau,. Durante la sua permanenza a Macao, ha partecipato alla rappresentazione teatrale del balletto contemporaneo Flying to the Moon ed è stato primo ballerino. La commedia danzante è stata selezionata per la "Celebrazione del decimo anniversario del trasferimento di sovranità di Macao: Serie di spettacoli artistici "nel 2009.

## Carriera

### 2010–2013: Esordio come cantante e attore
Nel 2010, Yunxi ha debuttato come parte del gruppo di tre ragazzi JBOY3 con il singolo "Promise of Love". Il gruppo ha pubblicato il suo secondo singolo "Gravity" il 23 marzo, 2011, e il terzo singolo "Walking Emoji" il 26 luglio 2011. JBOY3 si è sciolto nel 2012.
Yunxi ha, successivamente, collaborato con uno dei membri, Fu Longfei, per formare un duo chiamato Doppio JL (双孖JL), pubblicando un primo singolo "JL" nell'aprile 2012 e un secondo MV "Us" nell'agosto 2012. Come gruppo, Doppio JL ha partecipato a varie attività; incluso l'audizione per il reality show di canto Asian Wave,  e offerto una serie di spettacoli di varietà su internet "Music ShowShowShow" dal dicembre 2012 a marzo 2013. Hanno anche partecipato ad alcuni eventi televisivi di gala, come il concerto di gala per il capodanno della Sichuan TV del 2013 e il concerto di gala per il capodanno di Shanghai Dragon TV.

Il doppio JL si è sciolto nel 2013.
Yunxi ha debuttato come attore nel 2012, quando è stato scelto per la commedia d'amore The Spring of My Life  con Tan Songyun. Il film è uscito nelle sale nel 2015. Nel 2013, è stato scelto per il suo primo film drammatico Flip in Summer, che è stato trasmesso nel 2018.

### 2014–2017: Attività indipendenti e crescente popolarità
Nel 2014, Yunxi ha recitato nel web drama di fantascienza Hello Aliens.  Lo stesso anno, ha firmato un contratto con l'agenzia Lafeng Entertainment.
Yunxi è diventato noto al pubblico con il suo ruolo di controparte giovanile del protagonista maschile He Yichen (played by Wallace Chung) nel film drammatico d'amore My Sunshine (2015). Dopo la messa in onda del dramma, Yunxi ha registrato un notevole aumento di popolarità. Lo stesso anno, ha pubblicato il suo primo singolo da solista "Endless Summer".
Yunxi ha poi recitato in diverse serie televisive, in particolare nel fantasy drammatico storico Fox in the Screen come un demone volpe innamorato di un'umana, nel dramma fantasy romantico A Life Time Love dove ha interpretato il fratello della protagonista femminile e l'interesse amoroso di My Sunshine con la star Janice Wu;  e come dottore devoto nel dramma medico pediatrico "Children's Hospital Pediatrician".
Yunxi ha interpretato il protagonista Qin Ming nel film poliziesco Voice of the Dead, un adattamento di uno dei libri della serie di romanzi Medical Examiner Dr. Qin. Girato nel 2016, la serie sarà proiettata in anteprima su Tencent. Ha anche doppiato il ruolo di Flame nel film d'animazione Dragon Force, pubblicato a settembre 2017.

### 2018-presente: La svolta
Nell'aprile 2018, Yunxi ha pubblicato il suo primo album solista Love Yourself che consiste di dieci canzoni.
Nell'agosto 2018, Yunxi ha recitato nel film drammatico fantasy di successo Ashes of Love come secondo protagonista maschile. Il dramma ha superato le classifiche televisive ed è stato una delle serie più viste online. Il ritratto di Yunxi di un antagonista moralmente ambiguo ha ricevuto elogi dal pubblico e lo ha portato ad un maggiore riconoscimento.
Yunxi reciterà nel dramma storico-romantico Princess Silver.

## Filmografia

### Film
| Anno | Titolo Inglese        | Titolo Cinese    | Ruolo    | Note        |
| ---- | --------------------- | ---------------- | -------- | ----------- |
| 2015 | The Spring of My Life | 最美的时候遇见你 | Guo Yang |             |
| 2017 | Dragon Force          | 钢铁飞龙         | Chi Yan  | Voice actor |

### Serie televisive
| Anno | Titolo inglese                   | Titolo cinese  | Ruolo               | Note   |
| ---- | -------------------------------- | -------------- | ------------------- | ------ |
| 2014 | Hello Aliens                     | 你好外星人     | Guo Xin             |        |
| 2015 | My Sunshine                      | 何以笙箫默     | He Yichen (younger) |        |
| 2016 | The Love of Happiness            | 因为爱情有幸福 | Su Lekai            | [ 33 ] |
| 2016 | Ultimate Ranger                  | 终极游侠       | Ju Heng             | [ 34 ] |
| 2016 | Fox in the Screen                | 屏里狐         | Yu Yan              |        |
| 2017 | A Life Time Love                 | 上古情歌       | Xuanyang Zhiruo     |        |
| 2017 | Children's Hospital Pediatrician | 儿科医生       | Shen He             |        |
| 2018 | Ashes of Love                    | 香蜜沉沉烬如霜 | Runyu               |        |
| 2018 | Flip in Summer                   | 夏日心跳       | Xiaoshen            |        |
| TBA  | Guys with Kids                   | 奶爸当家       | Yu Bo               | [ 35 ] |
| TBA  | Voice of the Dead                | 尸语者         | Qin Ming            |        |
| TBA  | Princess Silver                  | 白发王妃       | Rong Qi             |        |

## Discografia

### Album
| Anno | Titolo Inglese | Titolo Cinese | Note |
| ---- | -------------- | ------------- | ---- |
| 2018 | Love Yourself  | 12人生        |      |

### Singolo
| Anno | Titolo Inglese      | Titolo Cinese | Album                 | Note        |
| ---- | ------------------- | ------------- | --------------------- | ----------- |
| 2015 | "Endless Summer"    | 夏未央        |                       |             |
| 2016 | "Fox in the Screen" | 屏里狐        | Fox in the Screen OST | [ 36 ]      |
| 2018 | "It's Not Me"       | 不是我        | Love Yourself         | Title track |

## Riconoscimenti
| Anno | Premio                                                                     | categoria                      | Lavoro nominale | Ref.   |
| ---- | -------------------------------------------------------------------------- | ------------------------------ | --------------- | ------ |
| 2003 | Seventh Taoli Cup Dance Competition in China                               | Final Round                    |                 | [ 37 ] |
| 2008 | Sixth Lotus Award National College Dance Competition in China              | Gold Medal                     | [ 5 ]           |        |
| 2008 | Professional Dance Competition in Six Provinces and One City in East China | Winning Prize                  | [ 38 ]          |        |
| 2017 | The Mobile Video Festival 2017                                             | Annual Charity Star Role Model | [ 39 ]          |        |